# Kathedrale von Albano Laziale

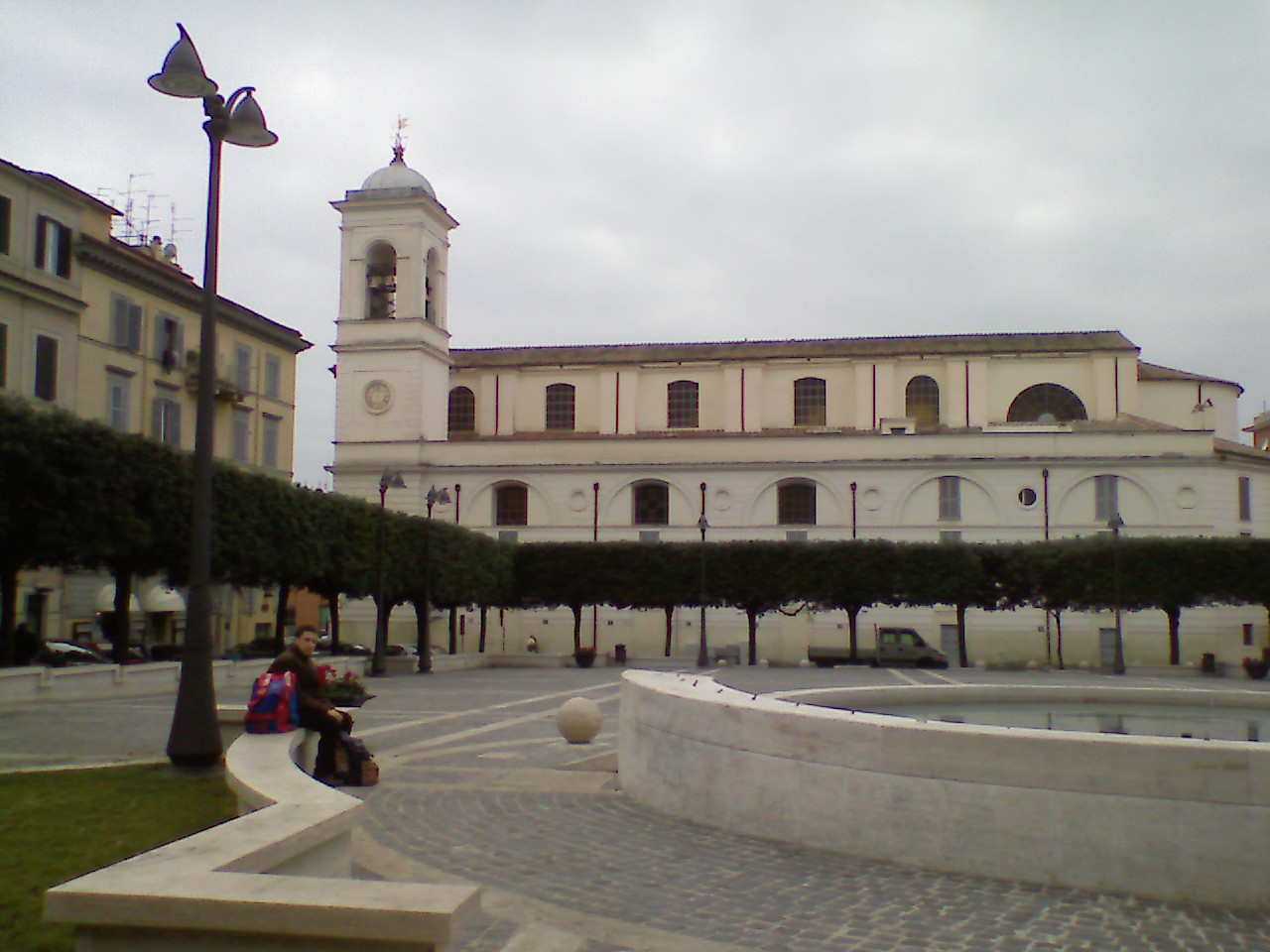
Kathedrale von Albano Laziale

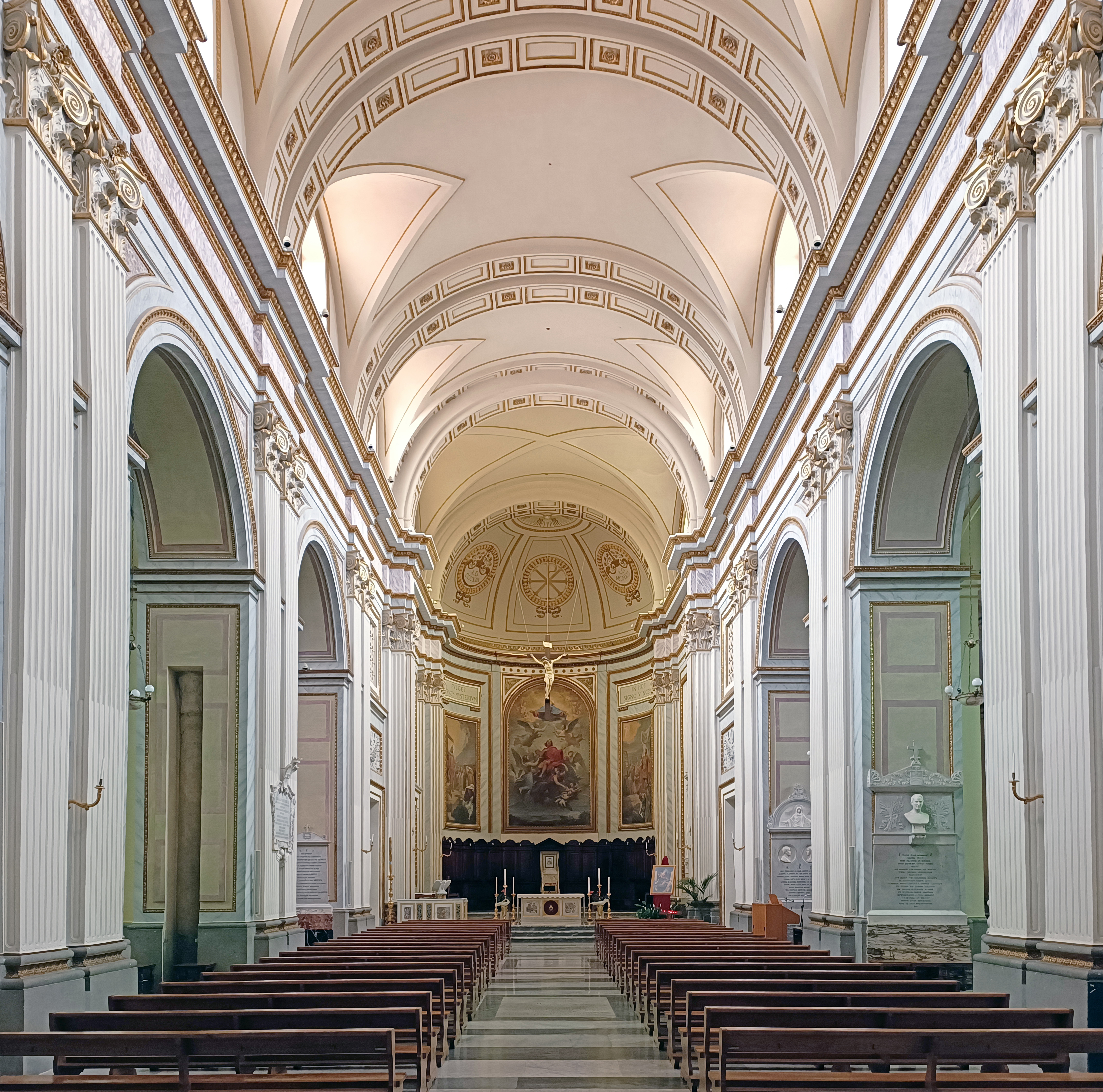
Kirchenschiff

Die Kathedrale von Albano Laziale oder die Kathedrale San Pancrazio ist eine römisch-katholische Kirche in Albano Laziale in der italienischen Region Latium. Die Bischofskirche des suburbikarischen Bistums Albano ist dem Märtyrer Pankratius gewidmet und trägt den Titel einer Basilica minor. Die zwischenzeitlich verfallene und wieder errichtete Kirche geht auf einen Bau zurück, den Papst Leo III. Anfang des 9. Jahrhunderts auf den Trümmern einer frühchristlichen Basilika errichten ließ.

## Geschichte
Als erste Kirche wurde hier um das Jahr 326 unter Kaiser Konstantin dem Großen während des Pontifikats von Silvester I. eine Basilika erbaut, die Johannes dem Täufer gewidmet wurde, wie im Liber Pontificalis berichtet wird. Diese war Anfang des 9. Jahrhunderts verfallen und durch einen Brand weiter zerstört, wonach Papst Leo III. sie neu errichten ließ. Dabei erhielt sie das Patrozinium des Märtyrers Pankratius, nachdem die Reliquien aus dem nahegelegenen Friedhof von San Salvatore überführt worden waren. Trotz der von den Päpsten Paschalis II. und Honorius IV. im 12. und 13. Jahrhundert angeordneten Instandsetzungsarbeiten verfiel die Kirche in den folgenden Jahrhunderten wieder. Im 16. Jahrhundert waren die schmalen Seitenschiffe so weit ruiniert, dass man von einer einzigen Halle sprach: das eine Seitenschiff wurde als Wohnsitz der Domherren genutzt, während das gegenüberliegende als Begräbnisstätte diente. Am Ende des 16. Jahrhunderts fand die Kathedrale die Aufmerksamkeit des Kardinals Michele Bonelli, der 1591 als Kardinalbischof das Bistum erhalten hatte und sich im Gegensatz zu seinen Vorgängern um sein Bistum kümmerte. Ausgehend von einem Pastoralbesuch, bei dem er den Zustand der Verlassenheit der Kathedrale bemerkte, veranlasste er eine Zusammenlegung mit den Kirchen St. Peter und St. Ambrosius zur Wiederherstellung ihrer Privilegien, wie die in der Bulle Sacri Apostolatus Ministerio vom 6. Oktober 1593 ratifiziert wurde. Im Jahr 1688 beauftragte der Kardinalbischof Flavio Chigi den Architekten Carlo Fontana mit Instandsetzungsarbeiten und dem Bau einer neuen Sakristei. Mit dem Bau eines kleinen Friedhofs im rechten Seitenschiff verlor die Kathedrale von Albano endgültig ihre ursprüngliche basilikale, dreischiffige Struktur. Kardinal Ferdinando d’Adda übernahm Anfang des 18. Jahrhunderts die Renovierung des Innenraums und den Bau der heutigen Fassade, die von seinem Nachfolger Fabrizio Paolucci unter der Leitung von Carlo Buratti, einem  Schüler Fontanas, fortgesetzt wurde.
Die Verlegung des Friedhofs in die Kirche Santa Maria della Stella ermöglichte 1826 die Wiedereröffnung des rechten Seitenschiffs. 1854 wurde auch das linke Seitenschiff, in dem sich das Pfarrhaus und die Bischofskanzlei befanden, wiederhergestellt. Im gleichen Zeitraum arbeitete Ferdinando Franconi an dem Ersatz der Holzdecke durch ein Tonnengewölbe. Im Jahr 1865 verlieh Pius IX. der Kirche den Titel einer Basilica minor. Nach einer dreijährigen Renovierung mit Reparaturen wegen eines Erdbebens wurde die Kathedrale 1913 wieder für den Gottesdienst geöffnet. Weitere Maßnahmen wurden in den nächsten fünfzig Jahren umgesetzt.
Seit Paul VI. 1963 und 1977 besuchten alle Päpste die Kathedrale, so Johannes Paul II. 1982 und 1985, Benedikt XVI. mit der Weihe des neuen Hochaltars 2008 und Franziskus 2019. Am 20. Juli 2025 zelebrierte Leo XIV. eine Heilige Messe in der Kathedrale; er war nur wenige Wochen vor seiner Papstwahl zum Kardinalbischof von Albano ernannt worden, ein Amt, mit dem er sodann Kardinal Tagle betraute.

## Architektur
Die Fassade von 1722 wurde aus Peperinostein geschaffen, die durch Pilaster dreigeteilt ist: in der Mitte platzierte er ein Tympanon mit dem Wappen des Kardinalbischofs Fabrizio Paolucci, darüber ein großes Kreuz, außen befinden sich zwei Fackeln als Zeichen des Heiligen Geistes.
In der Mitte der Fassade befindet sich ein blindes Fenster in Nachahmung der Benediktionsloggia, die in den römischen päpstlichen Basiliken vorhanden war, überragt von einem Fries, der die Palme des Martyriums darstellt, in Bezug auf den heiligen Pankratius, den Märtyrer. Die Fassade hat drei Türen, und über den beiden Seitentüren befinden sich zwei runde Friese, die Palmen des Martyriums darstellen.

## Innenraum
Die Kathedrale hat einen basilikalen Grundriss mit drei Schiffen, die von Tonnengewölben bedeckt sind. Der Altarraum schließt mit einer Apsis. In den seitlichen Schiffen befinden sich sechs Seitenkapellen, die mit Gemälden aus dem 17. und 18. Jahrhundert ausgestattet sind. Das Innere der Kirche stammt ursprünglich aus dem Spätbarock, zeigt aber die klassizistischen Eingriffe von der Mitte des 19. Jahrhunderts bis in die 1910er Jahre.
Über dem Eingang ist auf einer Empore die Orgel installiert. Darüber kann man die Gedenktafel für Kardinalbischof Ferdinando d’Adda lesen, die von seinem Nachfolger Fabrizio Paolucci angebracht wurde.
In der Krypta unter dem Chor sind einige der ionischen Kapitelle der alten frühchristlichen Basilika erhalten. In der Kathedrale ist ein wertvoller frühchristlicher Marmorsarkophag mit einer zentralen betenden Figur zu sehen.